# مسیاگوتوو (شهرستان یانائولسکی، باشقیرستان)
مسیاگوتوو (انگلیسی: Mesyagutovo, Yanaulsky District, Republic of Bashkortostan) یک شهرک در شهرستان یانائولسکی استان باشقیرستان کشور روسیه است.